# Ischnosiphon
Ischnosiphon es un género con 36 especies de plantas herbáceas perteneciente a la familia Marantaceae. es originario de América tropical. El género fue descrito en 1859.

## Descripción
Son hierbas caulescentes, erectas, 1–5 m de alto, frecuentemente bien ramificadas y con apariencia arbustiva, ocasionalmente trepadoras. Hojas basales y caulinares o solamente caulinares, dísticas, homótropas, láminas ovadas a elípticas, generalmente acuminadas, ápice céntrico (en las especies nicaragüenses) o más frecuentemente excéntrico. Inflorescencias varias por brote, angostamente cilíndricas, brácteas estrechamente imbricadas, rígidas, persistentes, abrazando 1–varios pares de flores subsésiles, brácteas secundarias generalmente ausentes, bractéolas 1 o 2 por cada par de flores; sépalos membranáceos; tubo de la corola 18–61 mm de largo, 11–32 veces más largo que ancho; estaminodio exterior 1, estaminodio calloso petaloide apicalmente; ovario 3-locular, 2 lóculos estériles y 1 fértil con 1 óvulo. Cápsula angostamente elipsoide; semilla 1.

## Taxonomía
El género fue descrito por Friedrich August Körnicke y publicado en Nouveau Mémoires de la Société Impériale des Naturalistes de Moscou 11: 346–348. 1859. La especie tipo es: Ischnosiphon arouma

## Especies
1. Ischnosiphon annulatus - Perú, Ecuador
2. Ischnosiphon arouma -   Panamá a Bolivia
3. Ischnosiphon bahiensis - Bahía
4. Ischnosiphon cannoideus - S Colombia, S Venezuela, NW Brasil
5. Ischnosiphon caudatus - Loreto, Perú
6. Ischnosiphon centricifolius - Guyana, French Guiana
7. Ischnosiphon cerotus - Perú, Ecuador, Colombia
8. Ischnosiphon colombianus - Colombia
9. Ischnosiphon crassispicus - Amazonas
10. Ischnosiphon elegans - Costa Rica, Nicaragua, Panamá
11. Ischnosiphon enigmaticus - Guyana, French Guiana, Venezuela
12. Ischnosiphon flagellatus - N Brasil
13. Ischnosiphon foliosus - Guyana
14. Ischnosiphon fusiformis - Perú
15. Ischnosiphon gracilis - South America
16. Ischnosiphon grandibracteatus - Colombia, NW Brasil
17. Ischnosiphon heleniae - Costa Rica, Colombia, Panamá
18. Ischnosiphon hirsutus - South America
19. Ischnosiphon idrobonis - Colombia
20. Ischnosiphon inflatus - de Nicaragua a Perú
21. Ischnosiphon killipii - Ecuador, Loreto,  Amazonas
22. Ischnosiphon lasiocoleus - Colombia, Perú, Bolivia, NW Brasil
23. Ischnosiphon leucophaeus  - Central + South America
24. Ischnosiphon longiflorus - N South America
25. Ischnosiphon macarenae - Perú, Ecuador, Colombia
26. Ischnosiphon martianus - Suriname, Fr Guiana, N Brasil
27. Ischnosiphon obliquus - N South America
28. Ischnosiphon ovatus - SE Brasil
29. Ischnosiphon parvifolius -  Loreto
30. Ischnosiphon paryrizinho - N Brasil
31. Ischnosiphon petiolatus - Suriname, Fr Guiana, Guyana, N Brasil
32. Ischnosiphon polyphyllus - S Colombia, S Venezuela, NW Brasil
33. Ischnosiphon puberulus - South America
34. Ischnosiphon rotundifolius - Perú, Ecuador, Colombia
35. Ischnosiphon surumuensis - S Venezuela, N Brasil
36. Ischnosiphon ursinus - Fr Guiana, Venezuela, N Brasil